# Вакина, Алберту
Алберту Клементину Антониу Вакина (порт. Alberto Clementino António Vaquina; р. 4 июля 1961) — премьер-министр Мозамбика, назначен на эту должность президентом страны Арманду Гебуза 8 октября 2012 года, заменив Айреша Али, снятого поста при перестановке в кабинете министров.
До назначения на пост премьер-министра, Альбетру Вакина был губернатором провинции Тете.